# Los Sims 4: StrangerVille
Los Sims 4: StrangerVille —en inglés: The Sims 4: StrangerVille—  es el séptimo paquete de contenido del juego de computadora, Los Sims 4. El lanzamiento tuvo lugar el 26 de febrero de 2019 a través de la plataforma digital Origin. El paquete presenta la árida ciudad de StrangerVille. El jugador debe investigar sus secretos y descubrir qué tipo de criatura peligrosa amenaza la ciudad y su población. Esta es la primera expansión de Los Sims ligada a una historia.
Los críticos de varios sitios web [¿cuál?]señalaron un claro parecido con Las Rarezas, una de las ciudades base de Los Sims 2. Sin embargo, los desarrolladores, al crear la trama, se inspiraron en la serie de Netflix Stranger Things, aunque reconocieron el parecido externo con la ciudad antes mencionada.
Los críticos del juego dieron diferentes calificaciones al paquete: elogiaron a StrangerVille por ser una ciudad bien desarrollada y vasta para los estándares del juego, tener en general muchas interacciones, y un pasaje interesante que, sin embargo, no priva al jugador de la posibilidad de simulación gratuita. Como inconveniente, los críticos señalaron la falta de una elaboración profunda de la historia, en comparación con las historias de Las Rarezas de Los Sims 2 para dispositivos portátiles, donde las historias de los personajes eran una parte importante del juego. Si bien este no es una mal paquete, decepcionará a los jugadores mayores familiarizados con las historias de Los Sims 2.

## Jugabilidad e historia
El jugador entra en un pueblo rural llamado StrangerVille. Está ubicado en un valle rocoso y árido, similar al paisaje de Monument Valley en Arizona. Aunque desde el exterior, la ciudad parece un asentamiento discreto en decadencia, un campamento del ejército se encuentra al lado, así como un laboratorio secreto en vigilancia. Desde que fue construido, han comenzado a ocurrir extraños sucesos en la ciudad, y una misteriosa y peligrosa vegetación extraterrestre ha estado creciendo en las tierras de StrangerVille.
Estos hechos coinciden con el hecho de que algunos vecinos comienzan a comportarse de manera extraña, como si algo les hubiera dominado la mente. El sim controlado por el jugador debe descubrir la verdadera causa de todos los eventos extraños en StrangerVille. Para ello, tendrá que encontrar pruebas, interrogar a los residentes locales y seguirlos. La razón de todos los eventos extraños está en un laboratorio abandonado, el camino en el que el jugador debe seguir gradualmente a medida que se completan las misiones. Al final, le espera una «planta madre», para cuya destrucción tendrá que crear una vacuna y encontrar nuevos aliados.
El jugador también puede desactivar la historia, haciendo de StrangerVille solo un lugar jugable, como el resto de los mundos en Los Sims 4. Hay dos distritos y once sitios disponibles: el primer distrito es la ciudad misma, que está en un estado de declive. Los edificios residenciales y públicos conviven con ruinas abandonadas. La segunda área es un barrio de élite escondido detrás de las montañas con otras propiedades inmobiliarias. El jugador puede emprender una carrera militar parcialmente controlada, ascender al rango de mariscal o convertirse en un agente encubierto cuya tarea es espiar a los personajes sospechosos. Cuando se activa la historia, los eventos de la ciudad no se extenderán a otros mundos del juego que no estén relacionados con el paquete del juego. El jugador puede completar la historia sin ser residente de StrangerVille, pero no podrá acceder a todos los eventos de la ciudad. La historia no está limitada por tiempo y solo progresará si el jugador decide ir más allá.

## Creación
En 2017, los desarrolladores pensaron en que les gustaría crear una expansión temática relacionada con los zombis y el posapocalipsis. La expansión estaría ligada a la idea de que los personajes se ven obligados a esconderse en un búnker y defender su hogar. Los desarrolladores Grant Rodiek y Michael Dew notaron que entre el equipo de creadores hay fanáticos de los juegos Fallout y The Walking Dead. En las encuestas sobre las expansiones futuras preferidas, la idea del apocalipsis apareció en 2015. Más tarde, Grand Rodiek observó que después del lanzamiento de las expansiones Los Sims 4: Perros y gatos y Los Sims 4: Y las cuatro estaciones, los desarrolladores decidieron alternar el lanzamiento de espansiones con las temáticas más solicitadas por los jugadores y originales que no se veían anteriormente en los juegos de Los Sims, entre ellos también la capacidad de hacer pueblos dinámicos que cambian bajo la influencia de diferentes acciones.

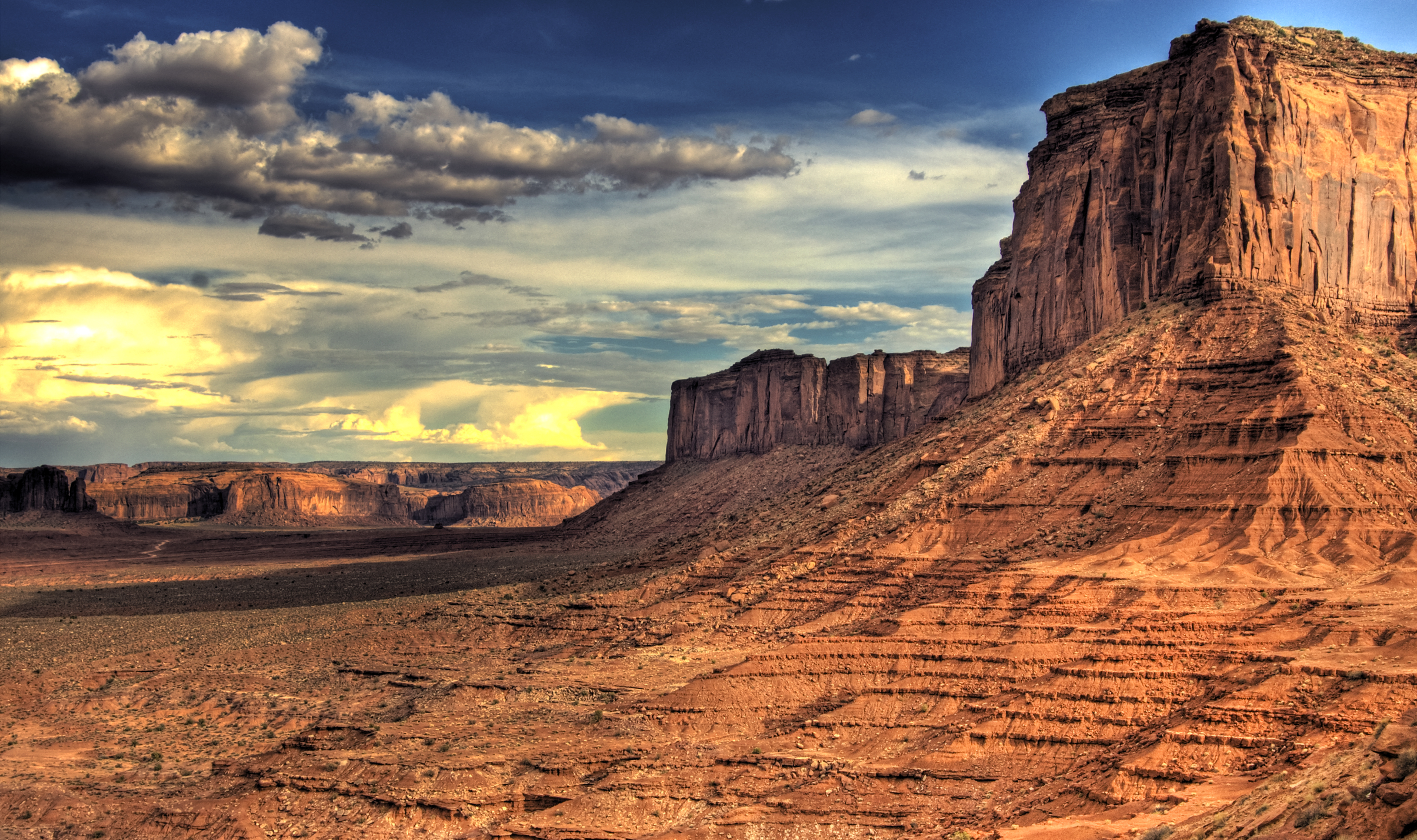
StrangerVille es similar a Monument Valley, Arizona, Estados Unidos.

El paquete de StrangerVille se diferencia del resto en que los desarrolladores integraron por primera vez una historia en él, que, sin embargo, no debería ser un escenario lineal limitado y debería encajar armoniosamente en el juego para no contradecir el concepto de Los Sims 4. Entonces, se decidió vincular la historia a ciertos «tipos de lotes públicos», y no a ubicaciones específicas, es decir, si el jugador cambia la ubicación de un cierto tipo de trama, entonces los escenarios para el desarrollo de la trama también se trasladará allí. Sin embargo, si el jugador elimina todos los lotes públicos, simplificará la historia, pero aun así no la romperá. Los desarrolladores admitieron que StrangerVille es su primera «historia», por lo que puede que no parezca ideal, pero si tiene éxito, los desarrolladores continuarán lanzando expansiones con ciudades e historias dinámicas.
La ciudad presentada de StrangerVille y es la primera ubicación del juego que los desarrolladores han creado usando diferentes «capas», cada una de las cuales cambia la apariencia del espacio circundante dependiendo de las acciones del juego controlado por el jugador. Este momento fue el que más tiempo consumió para el equipo de desarrollo, que también requirió una reescritura del motor del juego . Sin embargo, los desarrolladores notaron que estaban extremadamente complacidos con la posibilidad de «mundos dinámicos» y dijeron que a partir de ahora quieren usar esta tecnología en futuras adiciones a Los Sims 4. Respondiendo a varias preguntas de los jugadores si StrangerVille es una versión remasterizada de Las Rarezas, una de las ciudades base de Los Sims 2, los desarrolladores respondieron que no, aunque reconocieron una similitud entre las ciudades. Trabajando en la historia, el equipo se inspiró en la popular serie de terror estadounidense de Netflix, Stranger Things, en particular, el juego contiene ubicaciones como un laboratorio «infectado» con enredaderas rojas, que es una referencia directa a la trama de la serie.
Entre otras cosas, los desarrolladores tomaron en cuenta que no todos los fanáticos de Los Sims 4 querrían limitarse a la trama, por lo que brindaron la posibilidad de desactivar la historia, convirtiendo a StrangerVille en una ciudad más en el juego. Según los estándares del juego, StrangerVille es un mundo bastante grande —11 lotes, incluida una ubicación secreta—. Los desarrolladores notaron que en un momento, después del lanzamiento de Los Sims 4: Vampiros, los jugadores estaban decepcionados con el mundo tan pequeño del paquete. El problema de la rejugabilidad se resolvió agregando una nueva carrera de soldado totalmente controlada, que fue solicitada durante mucho tiempo por muchos jugadores, una variedad de objetos de construcción e interiores, así como una serie de objetos que amplían la jugabilidad de Los Sims 4.

## Anuncio y lanzamiento
Los primeros indicios del nuevo paquete se revelaron en diciembre de 2018 después de que varios actores de voz publicaran tuits con conversaciones sobre contenido nuevo, lo que llevó a la conclusión de que el paquete saldría en el primer trimestre de 2019. En enero de 2019, Grand Rojek, uno de los desarrolladores, dijo que el equipo estaba trabajando en un «contenido súper genial».
El día antes del anuncio oficial, los desarrolladores comenzaron a publicar tuits que mostraban personajes «angustiados», que los editores de noticias describieron como «algo extraño y espeluznante». Un anuncio del paquete se lanzó el 20 de febrero de 2019. Al mismo tiempo, el tráiler mostrado se destacó por su estilo cinematográfico, destacándose claramente en el contexto de otros lanzamientos de Los Sims 4. Esto despertó el interés de los editores de noticias, que se apresuraron a comparar lo que vieron con Las Rarezas, una de las ciudades básicas del lanzamiento de Los Sims 2 en 2004, que se distinguió por su atmósfera de misterio y conspiración, cuya imagen fue creada bajo la inspiración de leyendas urbanas basadas en el Área 51. Con esto, Las Rarezas se convirtió en la pieza central de las versiones de Los Sims 2 para Nintendo DS, Game Boy Advance y PlayStation Portable.
Shacknews señaló que la temática y el estilo de ropa estaban claramente influenciados por películas de conspiración y fantasía que se han convertido en clásicos, como Hombres de negro. Un portavoz de Polygon la temática del juego con la serie de televisión X-Files. El sitio Rock, Paper, Shotgun dijo que el contenido que se muestra en el tráiler parece un conjunto de clips de películas sobre extraterrestres, monstruos y personas de negro, de los que no parece menos interesante. Un reportero del sitio web That Shelf comparó el ambiente del tráiler con las películas de Indiana Jones y señaló que, si bien la historia podría asustar o frustrar a muchos fanáticos del juego, la característica principal del juego será la personalidad de su peculiar y pequeña ciudad. El tráiler del juego solo tres días después alcanzó el sexto lugar en las tendencias de YouTube, después del lanzamiento recibió el mayor número de visitas, aunque no tanto como Los Sims 4: Perros y gatos.
El día del anuncio, Electronic Arts publicó una tira cómica con los personajes que se muestran en el tráiler del juego en su sitio web.
El juego se lanzó el 26 de febrero de 2019 en la plataforma digital Origin, el mismo día en que se lanzó el segundo tráiler oficial del paquete. El 14 de mayo de 2019, se lanzó el juego para las consolas PlayStation 4 y Xbox One.

## Banda sonora

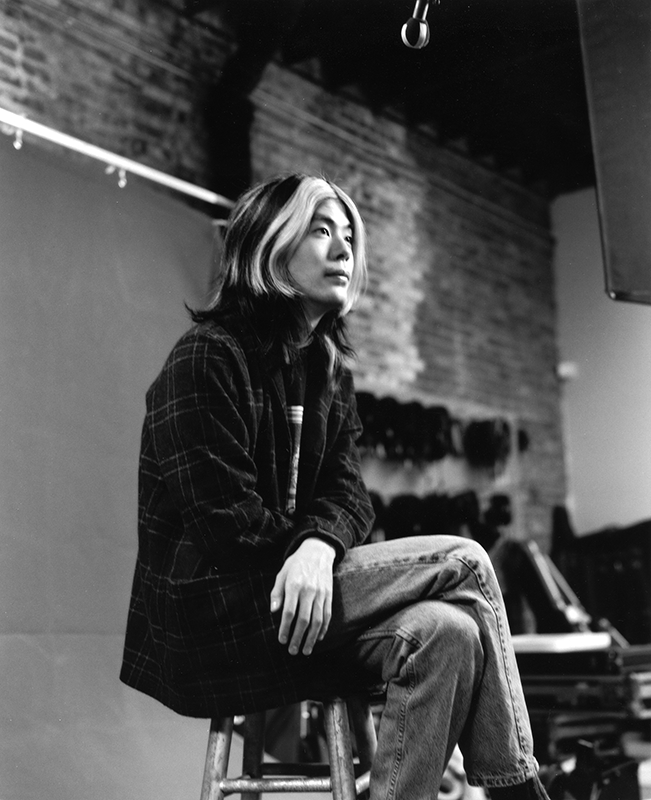
Para el juego, el músico japonés James Iha reescribió su canción.

Se han añadido varias canciones de garage rock al juego. Por ejemplo, el músico de rock japonés James Iha interpretó su composición en Simlish. El acceso a canciones en Internet apareció una semana antes del lanzamiento del paquete, disponible para los usuarios del asistente Amazon Alexa.

| N.º | Título                        | Artista          | Duración |  |
| 1.  | «International Space Station» | Ilan Eshkeri     | 3:19     |  |
| 2.  | «Soyuz Intense»               | Eshkeri          | 3:00     |  |
| 3.  | «Planet Vega»                 | Eshkeri          | 2:32     |  |
| 4.  | «Se Bantz Oosheye»            | James Iha        | 3:33     |  |
| 5.  | «Vool Zam»                    | Charlton Pettus  | 4:15     |  |
| 6.  | «Zomba Zeen»                  | Pettus           | 3:38     |  |
| 7.  | «Dee Zeez»                    | Bite The Buffalo | 2:38     |  |
| 8.  | «Shake Martian»               | The Ooh Mao Maos | 3:19     |  |
| 9.  | «Alien Sunset»                | Cut Worms        | 3:37     |  |

## Recepción
Los críticos del juego dieron evaluaciones en su mayoría positivas, notando la temática muy inusual y su clara distinción en el contexto de otras expansiones de Los Sims. También observaron una clara similitud entre la ciudad de StrangerVille y Las Rarezas, una de las ciudades base de Los Sims 2, que también se distinguió por su atmósfera de misterio y el tema de abducciones alienígenas. Petrana Rodulovic de Polygon señaló que la atmósfera de la ciudad mística y la presencia de la historia se refiere claramente a las versiones de Los Sims 2 para dispositivos portátiles, por ejemplo para PSP. Helen Ashcroft de The Gamer señaló que StrangeVille fue la primera expansión con una historia detrás desde The Sims Life Stories y se siente como un experimento por derecho propio.
Los críticos elogiaron la ciudad de StrangeVille y señalaron que, según los estándares de un juego, el nuevo mundo es lo suficientemente grande como para vivir. Petrana Rodulovic del sitio web Polygon calificó las vistas de la ciudad como hermosas y elogió a los creadores por su atención a los pequeños detalles. A Geeta Jackson del sitio web de Kotaku le pareció fascinante cómo cambia la ciudad bajo la influencia de las acciones del jugador. Sin embargo, el hecho de que los tráileres presentados en el juego no se puedan experimentar ha provocado la decepción entre varios críticos. La editora de Gamer señaló que, aunque el mundo se ve muy bien, no estaba contenta con los lotes existentes, especialmente las mansiones grandes con habitaciones incomprensibles medio vacías.
Los críticos dejaron diferentes valoraciones sobre la trama del juego. El crítico de The Gamer comentó que la narración le da su profundidad a la expansión, le permite explorar la ciudad y sus habitantes de una manera en que en ausencia de una historia el jugador no lo haría. Geeta Jackson comparó la narrativa de la expansión con el Cine B y señaló que a pesar del temor de que el jugador se vea limitado por la narrativa, como fue el caso en Los Sims Medieval, la expansión aún le da al jugador la máxima libertad y la capacidad de reproducir la historia de diferentes maneras.
El editor de SaGamer apreció el hecho de que las acciones del personaje afectan directamente a toda la ciudad, lo que nunca antes había sucedido en Los Sims, al mismo tiempo que el jugador no pierde el juego libre y puede detener la historia en cualquier momento. El crítico calificó el proceso de esta como fascinante, aunque no muy reproducible, pero espera ver más adiciones de este tipo en el futuro.
Petrana Rodulovic, portavoz del sitio web de Polygon, dejó una revisión moderada de la historia y señaló que, a pesar de su potencial, el paquete del juego parece vacío. Rodulovic señaló que después del anuncio de la expansión, puede haber la sensación de que StrangerVille, al igual que las versiones portátiles de Los Sims 2, profundizará la historia, transformando el juego en un juego de rol completo. Sin embargo, la trama en sí resultó ser superficial, más como una lista paso a paso de tareas. Los NPC locales no representan ningún valor para la trama, el escenario del juego, a pesar de las similitudes externas con la construcción de Las Rarezas de numerosas teorías. Esta será una gran decepción para los jugadores que esperan hundirse en la nostalgia con este paquete de juegos.
Por separado, el crítico de SaGamer calificó la colección de muebles de estilo militar, un búnker o un laboratorio científico como bastante específica, pero es poco probable que tales muebles sean adecuados para la vida cotidiana, al mismo tiempo que es ideal como decoración para aquellos a los que les gusta contar historias de Sims.